# Eilif Peterssen
Hjalmar Eilif Emanuel Peterssen (4 septembre 1852, Christiania — 29 décembre 1928, Lysaker) est un peintre norvégien.

## Enfance
Hjalmar Eilif Emanuel Peterssen est né à Christiania, maintenant Oslo, en Norvège. Il grandit à Hegdehaugen (en) dans le district de Frogner.
Il rentra à l’école de peinture de Johan Fredrik Eckersberg (en) d'Oslo en 1869. En 1871, il quitta Oslo pour étudier à l'Académie royale des beaux-arts du Danemark de Copenhague. La même année, il partit à Karlsruhe pour suivre les cours de Ludwig des Coudres et de Wilhelm Riefstahl (de) au Die Grossherzoglische Kunstschule. À la fin de l’année 1873, Peterssen voyagea à Munich où il eut Wilhelm von Diez comme professeur. À Munich, Peterssen était en partie l'élève de Franz von Lenbach et il rencontra dans cette ville d'autres artistes connus comme Arnold Böcklin ou Karl von Piloty.

## Carrière
Peterssen fit sa percée dans la peinture à Munich avec le tableau historique Christian II signe la condamnation à mort de Torben Oxe (1876) qui a été acheté par Verbindung für historische Kunst de Stuttgart. Il peint également à Munich un de ses plus grands tableaux, le retable La Crucifixion (disparu) pour l'église Johannes à Oslo. Il peindra plus tard neuf autres retables ainsi qu'une décoration, L'Ascension (1908-1909), pour l'église Ullern à Oslo.
Peterssen est également connu pour ses portraits. À Munich, il peint certains de ses meilleurs portraits, d'amis artistes comme Harriet Backer et Hans Heyerdahl, ou des peintres allemand Anton Windmaier et Adolf Lier. Il peint la princesse Anna Elisabeth Reuss, alors âgée de dix-neuf ans, au Schleiz palace à Gera en 1878.
Peterssen a également été influencé par la palette brunâtre des peintures de l'École de Munich. Cependant, Peterssen adopta rapidement le style de plus en plus populaire En plein air lorsqu'il voyagea en Italie en 1879. Il visita Sora en 1880 avec le peintre danois Peder Severin Krøyer et il peint dans ce village montagneux sa grande œuvre naturaliste Siseste dans une auberge de Sora. Un réalisme pointu est caractéristique de sa grande toile Piazza Montanara (1883) peinte à Rome.
Après la mort de sa première femme en 1882, Peterssen visita Skagen au Danemark avec un groupe d'amis peintres danois, suédois et norvégiens comprenant P.S. Krøyer, Michael et Anna Ancher, Christian Krohg et Oscar Björck durant l'été 1883. À Skagen, Peterssen peint ses premiers paysages évocateurs comme Après-midi d'été à Skagen (1883). Durant l'été 1884, Peterssen séjourna à Sandø, une petite île dans l'Oslofjord, où il peint plusieurs versions d'Après-midi d'été, Sandø. Ces peintures comprenant une femme contemplative assise au premier plan influenceront le peintre norvégien Edvard Munch dans sa série de peintures Mélancolie.
Durant une visite à Venise en 1885 avec le peintre norvégien Frits Thaulow, Peterssen peint certaines de ses œuvres les plus impressionnistes comme Canal Grande et Depuis Riva degli Schiavoni. Ces peintures sont clairement influencées par les peintres français, en particulier Manet et Monet. Mais c'est à son retour en Norvège en 1886 que Peterssen peint ses paysages les plus évocateurs Après-midi d'été et Nocturne (1887).
Peterssen continua à peindre les portraits de Norvégiens connus, parmi eux Alexander Kielland (1887) (Peterssen se maria avec sa cousine Magda en 1888), Arne Garborg (1894) et Henrik Ibsen (1895). Il fit également un portrait du compositeur Edvard Grieg en 1893. Peterssen eu du succès lors de l’Exposition universelle de Paris de 1889 avec Pêcheur de saumon à Nesøya, un tableau combinant les styles de peintures évocateurs et naturalistes. Ce tableau fut suivi par des peintures de paysages et de motifs de pêcheurs de saumon à Jæren, dans le sud de la Norvège, où Peterssen séjourna l'été dans le petit village de Sele (à proximité de la commune de Klepp). Durant les années 1990 Peterssen peint plusieurs tableaux influencés par l'impressionnisme, parmi eux l'important Sunshine, Kalvøya (Magda sewing) (1891). Ce tableau fit comparer le critique d'art Erik Wettergren Peterssen à l’impressionniste français Berthe Morisot.
Eilif Peterssen fit plusieurs voyages en France et en Italie. En 1896, il alla à Arques-la-Bataille en Normandie où il peint plusieurs paysages puis il alla ensuite avec sa famille à Rome en 1897. Il alla une nouvelle fois en Italie en 1903 à Rapallo près de Gênes où il peint la peinture sur le motif impressionniste Hivers dans le sud (Lavandières à Rapallo). Lors de la dissolution de l'Union entre la Suède et la Norvège en 1905, Peterssen fut chargé de concevoir un nouveau blason pour la Norvège.
Inspiré par le symbolisme et le préraphaélisme, Peterssen peint une série de peintures avec motif de la légende médiévale, La Chanson de Gujamar (1905-1907), pour l'éditeur William Nygaard, et quatre ans plus tard une série de tableaux basés sur la chanson populaire norvégienne Rikeball et le Fier Gudbjørg (1911) pour le magnat du transport maritime Jørgen B. Stang.
Dans ses dernières années, Peterssen parcourut la Norvège pour peindre des paysages. Il se rendit plusieurs fois à Skogstad à Valdres où il fut particulièrement inspiré par le paysage montagneux. En 1920-1921, il fit son dernier voyage à l'étranger à Cagnes et à Saint-Paul en Provence où il peint plusieurs paysages de petits villages dans les collines entre Nice et Cannes.

## Vie personnelle
Eilif Peterssen se maria une première fois en 1879 à Inger Birgitte Cecilie Nicoline Bache Ravn (1850-1882), fille du major-général Johan Georg Boll Gram (1809-1873). Après la mort de sa femme, il se maria une seconde fois avec Frederikke Magdalene (« Magda ») Kielland (1855-1931), fille du capitaine de corvette Jacob Kielland (1825-1889).

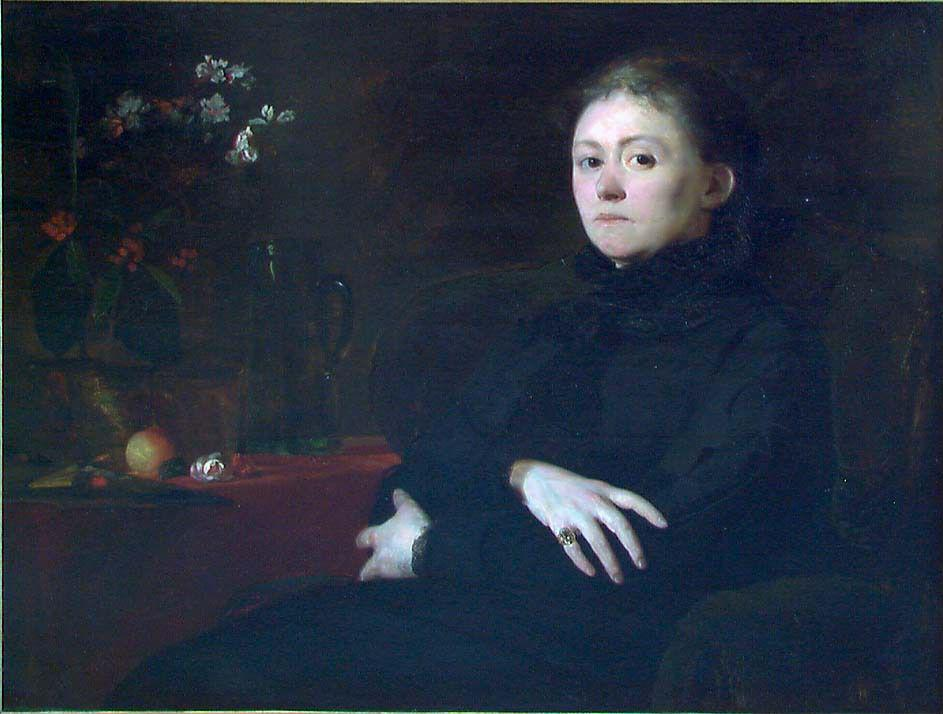
Portrait de la peintre Harriet Backer, 1878 - Oslo National Museum
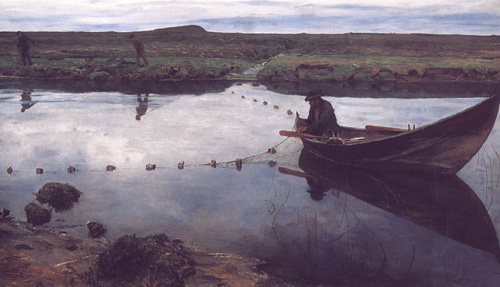
Laksefiskeren (1889)
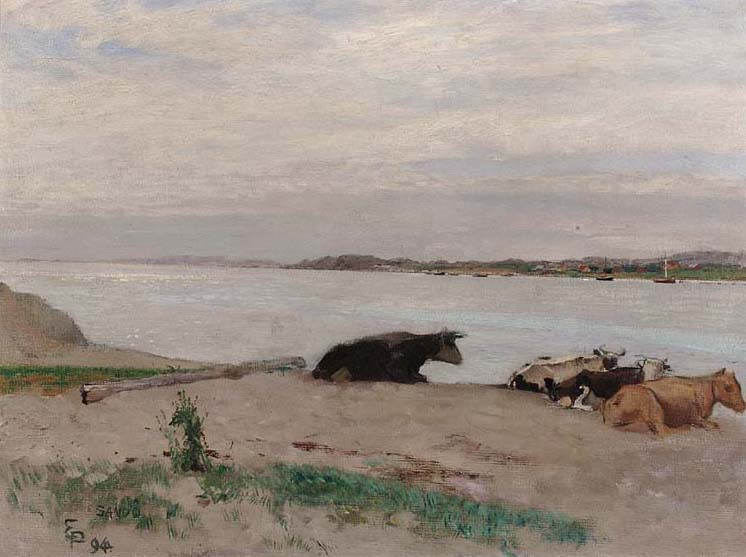
Sandø (1894)
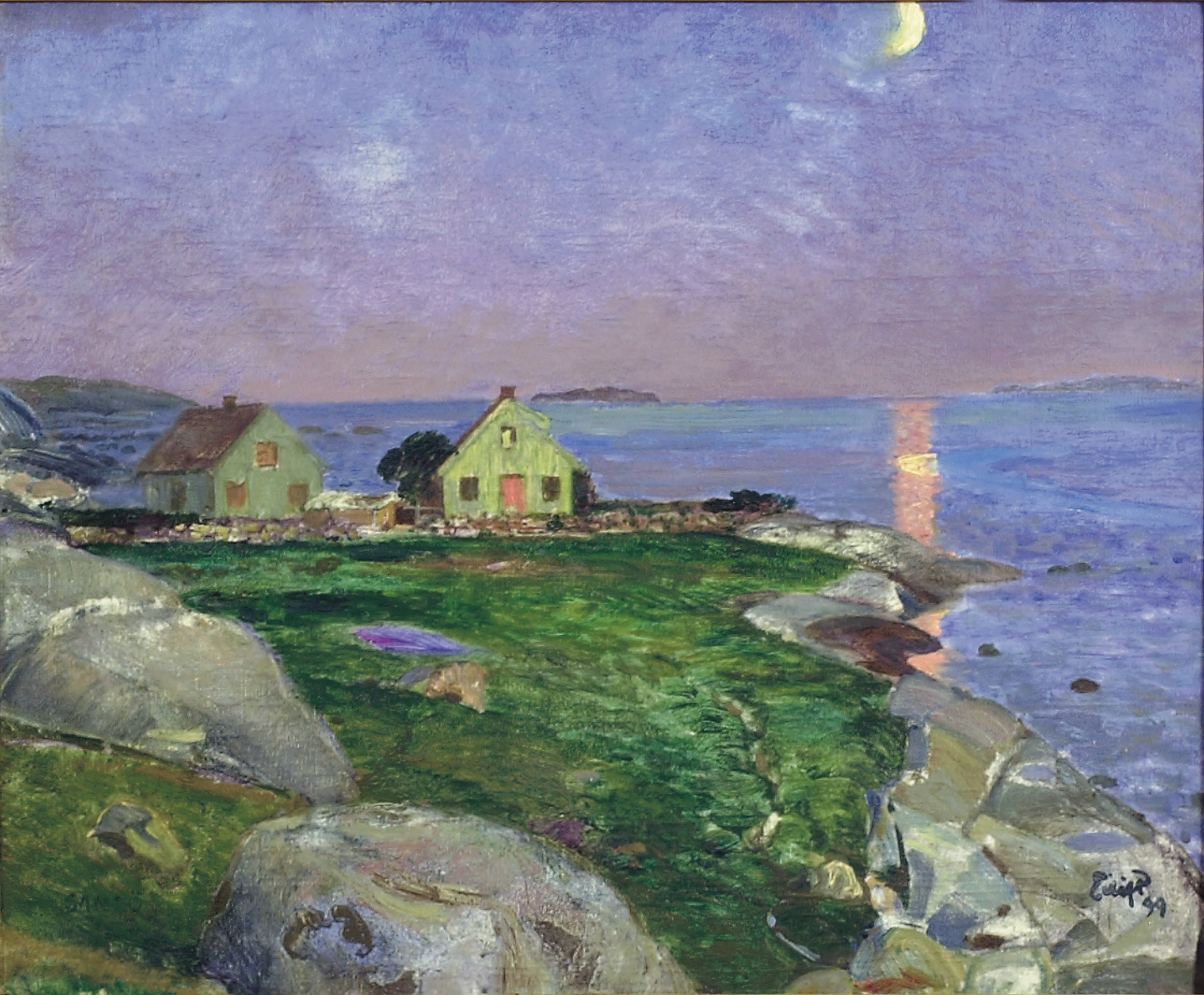
Sandø (1899)
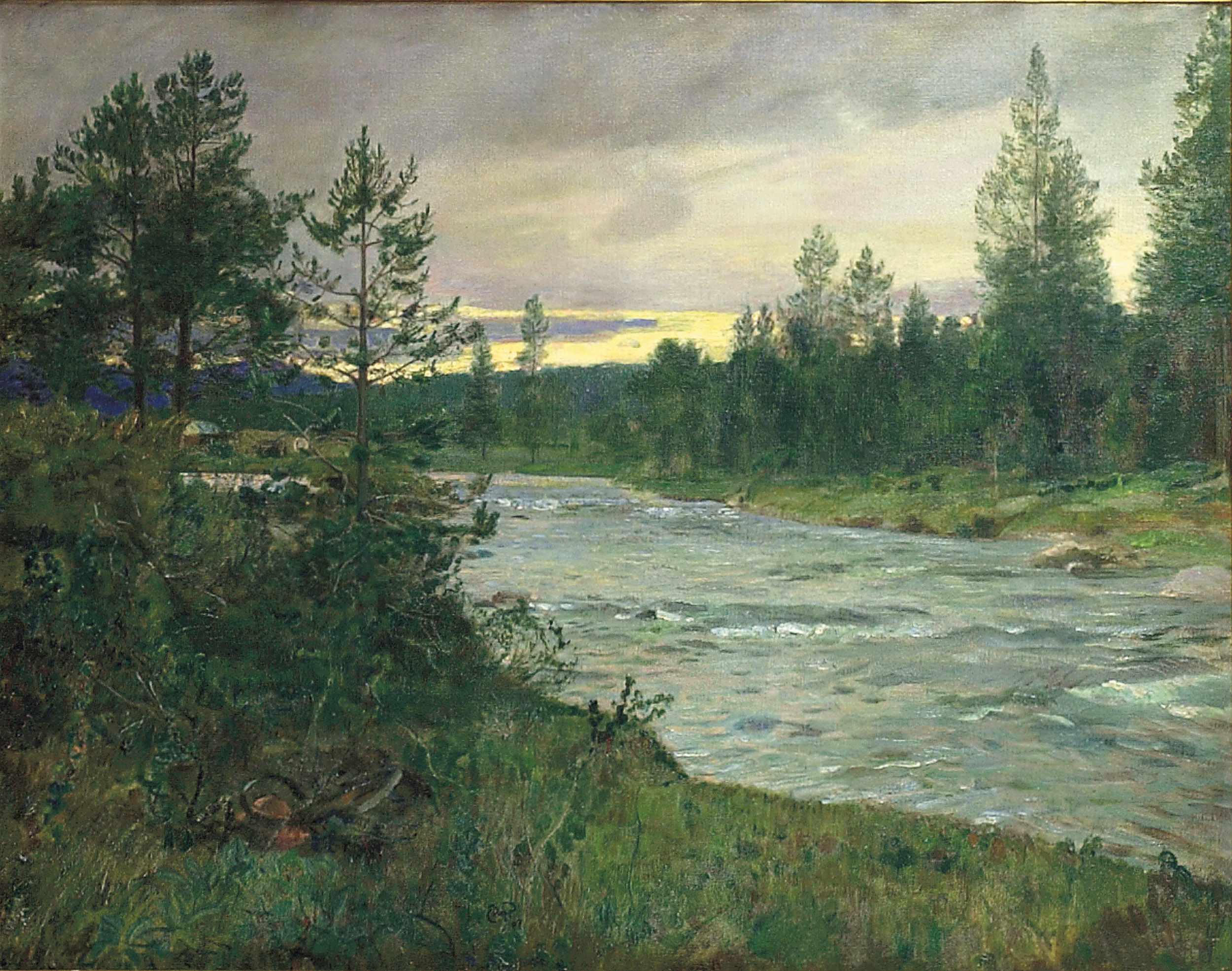
Sevilosen
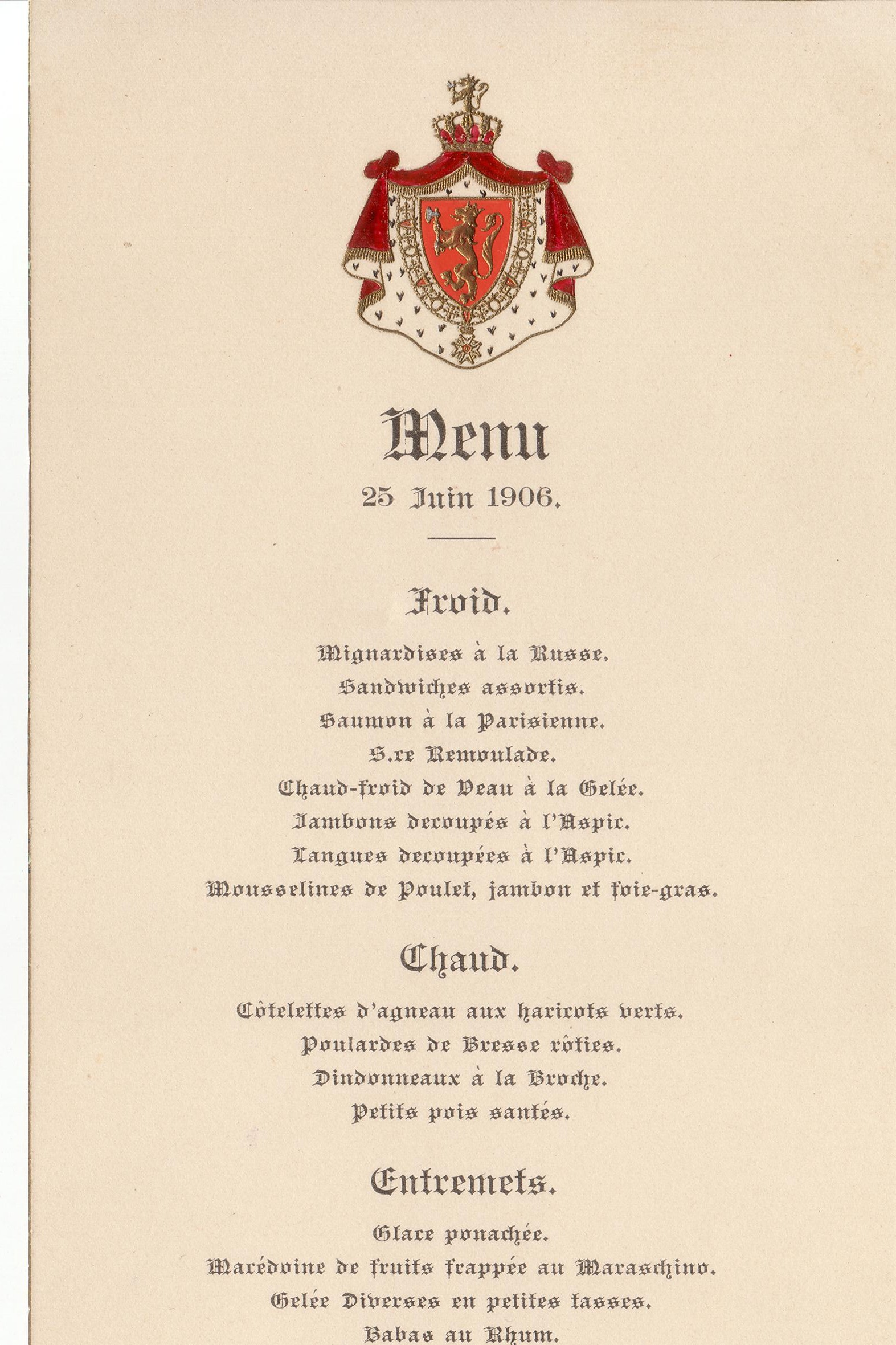
Peterssen le blason de la marine norvégienne en 1905, blason apparaissant ici sur un menu de 1906 du palais royal